# Andrea Iannicelli
Andrea Iannicelli (Avellino, 13 febbraio 1991) è un cestista italiano.

## Carriera
Cresciuto cestisticamente nella Felice Scandone Basket Avellino, fa il suo esordio in A1 nel campionato 2007-08 nella partita Air Avellino contro la Legea Scafati. Ha giocato nel Basket Sarno in serie C.

## Palmarès
- Coppa Italia: 1

Scandone Avellino: 2008